# قابضة

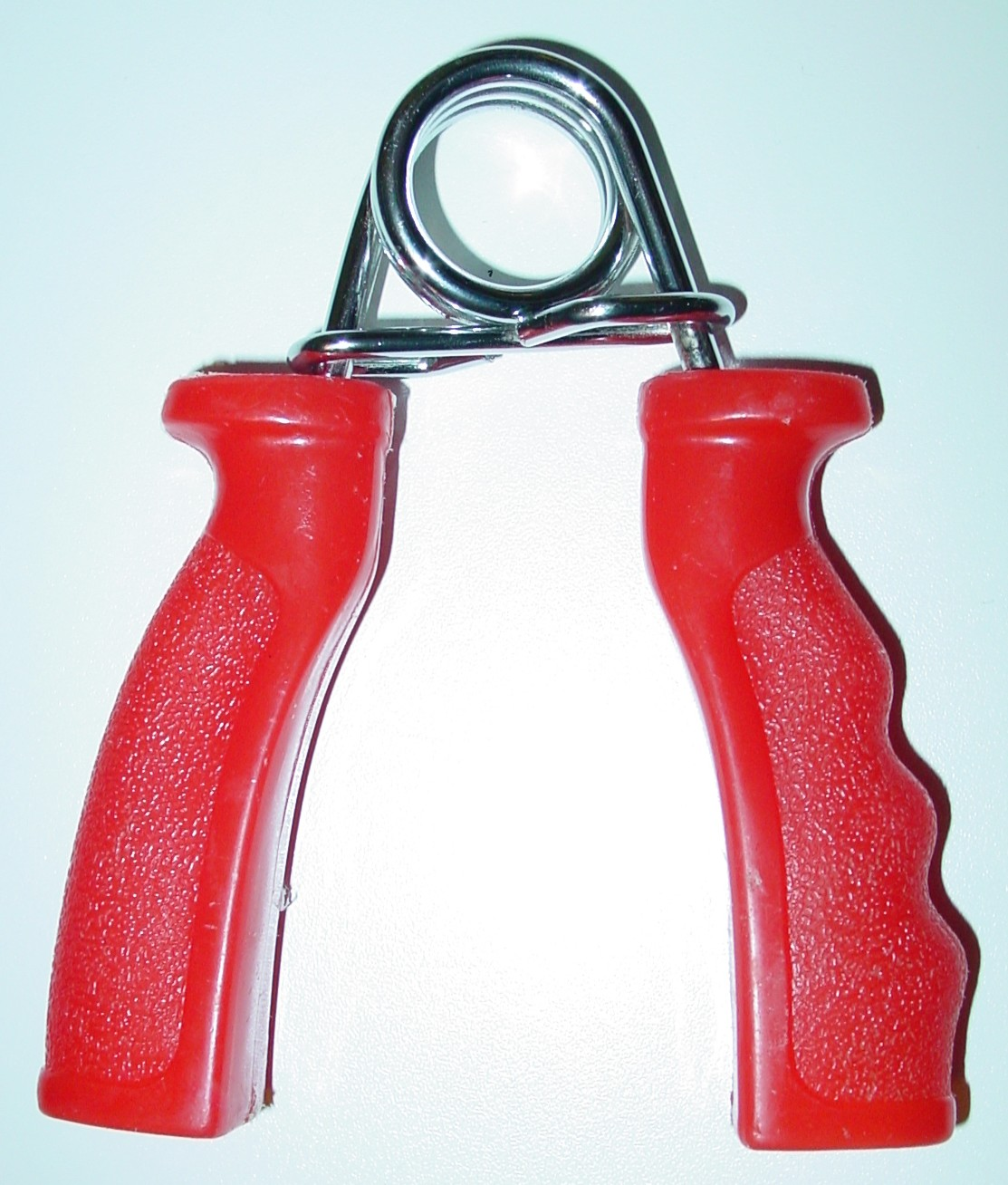
قابضة بمقبض بلاستيكي

قابضة (بالإنجليزية: Grippers)‏ هي أداة تستخدم لتمرين اليد ولتقوية قبضة الكف والأصابع والساعد عن طريق الضغط عليها. هناك أشكال مختلفة منها، لكن أغلبها يكون مصنوع من نابض ملتوي من الفولاذ مع مقبضين يكونان عادة من البلاستك أو من الألمنيوم.